# Chen Shiang-chyi
Chen Shiang-chyi (陳湘琪) est une actrice taïwanaise née le 27 novembre 1969 à Kaohsiung (Taïwan).

## Filmographie
- 1991 : A Brighter Summer Day (Gu ling jie shao nian sha ren shi jian)
- 1994 : Confusion chez Confucius (Du li shi dai)
- 1997 : La Rivière (He liu)
- 1997 : Sweet Degeneration (Fang lang)
- 2001 : Et là-bas, quelle heure est-il ? (Ni na bian ji dian)
- 2002 : Robinson's Crusoe (Lu bin xun piao liu ji)
- 2003 : Goodbye, Dragon Inn (Bu san) : Peanut Eating Woman
- 2005 : La Saveur de la pastèque (Tian bian yi duo yun)
- 2006 : I Don't Want to Sleep Alone (Hei yan quan)
- 2009 : Visage (Lian)
- 2013 : Soul (Shi hun)
- 2013 : Les Chiens errants (Jiao you)
- 2014 : Exit (Hui guang zoumingqu)
- 2014 : L'Enquête

## Distinctions
- Prix de la meilleure actrice au Golden Horse Film Festival en 2014 pour Exit.